# Hecatera deserticola
Hecatera deserticola là một loài bướm đêm trong họ Noctuidae.